# Население на Централноафриканската република
Населението на Централноафриканската република според последното преброяване от 2003 г. е 3 895 139 души.

## Численост
Численост на населението според преброяванията през годините:
| Година | Численост |
| 1975   | 2 054 610 |
| 1988   | 2 463 616 |
| 2003   | 3 895 139 |

## Възрастова структура
(2006)
- 0-14 години: 41,9% (мъжe 907 629 / жени 897 153)
- 15-64 години: 53,9% (мъже 1 146 346 / жени 1 173 268)
- над 65 години: 4,2% (мъже 71 312 / жени 107 648)

## Коефициент на плодовитост
- 2006 – 4,41

## Расов състав
- 99,7 % – черни
- 0,3 % – бели (15 000)

## Религия
- 50 % – християни
  - 25 % – католици
  - 25 % – протестанти
- 35 % – местни религии
- 15 % – мюсюлмани

## Език
Официален език в Централноафриканската република е френският.